# Gurupi
Gurupi est une ville brésilienne du sud de l'État du Tocantins. Sa population était estimée à 71 413 habitants en 2007. La municipalité s'étend sur 18 367 km2.
Gurupi possède son aéroport (code AITA : GRP).

## Maires
| Période | Période | Identité            | Étiquette                  | Qualité |
| ------- | ------- | ------------------- | -------------------------- | ------- |
| 2004    | 2008    | Alexandre Abdalla   | PR                         |         |
| 2008    | 2012    | João Lisboa da Cruz | PMDB                       |         |
| ?       | actuel  | Laurez Moreira      | Parti socialiste brésilien |         |

## Personnalités liées
- Tozin (1984-), footballeur